# Ильин, Сергей Сергеевич
Сергей Сергеевич Ильин (20 июня [3 июля] 1906, Коломна, Московская губерния — 14 октября 1997, Москва) — советский футболист и хоккеист. Заслуженный мастер спорта СССР (1940).

## Биография

Могила Ильина на Введенском кладбище Москвы.

Воспитанник клубной команды Коломенского паровозостроительного завода, 1924—1928 годы. С 1929 по сентябрь 1931 года выступал за команду ЦДКА. За московское «Динамо» дебютировал в чемпионате Москвы 24 сентября 1931 года с АМО 3:2. В чемпионате СССР дебютировал 24 мая 1936 года с «Динамо» (Киев), 5:1.
В чемпионате и Кубке Москвы с 1931 по 1944 год провёл 104 игры и забил 83 мяча.
В 1930—1935 годах играл в первой сборной СССР, в которой провёл 12 неофициальных матчей и забил 6 мячей во встречах со сборной клубов Турции.
В 1927—1933 годах играл в сборной РСФСР. Чемпион страны 1931 года среди сборных городов и республик в составе сборной РСФСР.
В 1929—1940 годах защищал цвета сборной Москвы. В составе сборной города стал чемпионом СССР среди сборных городов и республик 1932 и 1935 годов; чемпионом РСФСР 1931 года и вторым призёром чемпионата РСФСР 1932 года.
Участник важнейших международных встреч в истории отечественного футбола, среди них с «Жиденицей» (Брно, Чехословакия) в 1934 году, сборной Праги в 1935 году, «Рэсингом» (Париж, Франция) первого января 1936 года, командами Болгарии в 1940 году в составе московского «Спартака». Всего в 89 междугородных матчах за сборную Москвы и «Динамо» до 1936 года забил 64 мяча.
Выдающийся мастер отечественного футбола. Лучший левый крайний нападающий страны за все годы. Не имел каких-либо серьёзных изъянов в своей подготовке и был подлинным виртуозом футбола. Быстрый, резкий, ловкий, хорошо координированный и крепко стоявший на ногах, он прекрасно владел обводкой, умел резко менять направление движения, смело вступал в единоборства. Исключительный тактик, он тонко чувствовал, в какой момент нужно идти в обводку, а в какой — сделать передачу партнеру. Владел сильным и точным ударом с обеих ног, гармонично сочетал коллективную игру с индивидуальной. Прекрасно понимал партнеров, особенно был сыгран с Михаилом Якушиным, с которым вместе они разыграли ряд незабываемых и эффектных комбинаций.
Игра Ильина всегда вызывала наслаждение на трибунах и вызвала восторженные оценки со стороны иностранных авторитетных футболистов и специалистов. Вошёл в символическую сборную СССР за 50 лет (в 1967 году).
Отлично играл защитником и полузащитником в хоккей с мячом до 1954 года, был четырёхкратным чемпионом страны в этом виде спорта (в 1935 — неофициальное первенство СССР, 1936, 1951 и 1952 годах), 12-кратным обладателем Кубка СССР (что является рекордным достижением в отечественном хоккее с мячом). В чемпионатах СССР по хоккею с мячом провёл 33 матча. забил 3 мяча, а розыгрышах Кубка СССР — 48 матчей.
В 1940 году окончил школу тренеров при ГЦОЛИФК. Работал администратором в команде мастеров «Динамо» — 1946-76 годов. С 1977 года работал администратором в СДЮШОР «Динамо» (Москва). Награждён орденом Трудового Красного Знамени (22.07.1937).
Похоронен на Введенском кладбище (Лефортово), участок № 12.

### Отзывы современников
«В это же время (Прим.: в начале 30-х годов) в динамовской команде взошла и другая яркая звезда — Сергей Ильин. Он начал играть в Коломне. Задолго до его переезда в Москву в футбольных кругах столицы о нём шло много разговоров. Не все верили, что в Коломне объявился самородок: мало ли легенд ходило о футбольных богатырях… Но слухи об удивительных способностях коломенского парнишки все росли. Наконец, я его увидел. Мы приехали с молодёжной сборной столицы играть в Коломну. На левом краю хозяев поля определился худенький, небольшого росточка черноголовый паренек. Боксер в весе пера — не больше. Ох, задал же нам коломенский левый край жару. Не только своему опекуну — левому полузащитнику (по тогдашней системе „пять в линию“ крайних держали полузащитники), но и всем защитникам, в том числе и мне — центральному полузащитнику.
Он шнырял по лабиринтам наших оборонительных рубежей с акробатической ловкостью, верткий, как вьюн. Он так искусно обманывал нас своими финтами, что зрители громко смеялись, подбадривая своего форварда. А он и рад стараться: то пролетит мимо противника, словно бы на коньках, а тот в валенках; то заложит, ни дать, ни взять, слалом и по быстроте, и по спиралеобразным виткам, только не как на лыжах, а в бутсах и с мячом в ногах.
В его действиях было много неэффективного, то есть не приносящего пользы, но зато много эффектного. Специалисты сразу сказали: „Самородок!“ — и не ошиблись. В динамовской школе его талант отшлифовался, все лишнее отлетело, все ценное проявилось».
Тепло, задушевно о своем друге говорил знаменитый наш тренер Г. Качалин: «Это был мой любимый футболист, кумир, игра которого так и осталась для меня образцом, эталоном высшего футбольного мастерства… Я горд тем, что долгие годы дружил с Сергеем Сергеевичем, учился у него… Меня всегда поражало в Ильине его стремление к новому, его жадный интерес к новым приемам, финтам, ударам. Он никогда не останавливался на достигнутом, всегда разнообразил свою игру, стремился поразить соперников новым, неизвестным, ставящим их в тупик».
— А.П.Старостин «Повесть о футболе»

## Достижения
- Почётная грамота Президиума Верховного совета Российской Федерации (26 апреля 1993 года) — за долголетнюю плодотворную работу, большие личные заслуги в развитии физической культуры и спорта в Российской Федерации и в связи с 70-летием со дня образования первого в России физкультурно — спортивного общества «Динамо»[1]

Футбол
- Чемпион СССР 1936 (весна), 1937 и 1940 годов.
- Второй призёр 1936 (осень).
- Обладатель Кубка СССР 1937 года.
- В 1935—1941 годах был капитаном команды (в 73 официальных матчах чемпионатов страны).
- Чемпион Москвы 1931 (осень), 1934 (осень), 1935 (весна), 1942 (весна) годов.
- Обладатель Кубка Москвы 1941 года, финалист Кубка 1942 года.
- Победитель всесоюзного чемпионата общества «Динамо» 1933 года.
- Участник матча со сборной страны Басков в 1937 году, забил гол в этом матче.
- Входил в состав «Динамо» в победном турне по Великобритании в ноябре 1945 года.
- В «33-х» (журнал «ФиС»)— № 2 (1930), в списках 33 — № 1 (1933) и 55 лучших футболистов СССР — № 2 (1938).

Хоккей с мячом
- Чемпион СССР 1936, 1951, 1952, серебряный призёр 1950, 1953, 1954.
- 12-кратный обладатель Кубка СССР 1937, 1938, 1939, 1940, 1941, 1948, 1949, 1950, 1951, 1952, 1953, 1954.
- Включён в список 22 лучших игроков сезона — 1936, 1950, 1951, 1953

## Память
1 сентября 2008 года на стадионе «Авангард» в городе Коломна была открыта мемориальная доска, посвящённая Сергею Сергеевичу.
4 июля 2013 года, в канун 107-летия прославленного футболиста, на фасаде дома № 1 по 3-й Фрунзенской улице в Москве, где Ильин проживал с 1954 по 1967 годы, была установлена мемориальная доска.